# Sport Operários e Benfica
O Grupo Desportivo Os Operários é um clube multiesportes da cidade de Santo António, em São Tomé e Príncipe.
É um dos maiores campeões nacionais, com 5 títulos do Campeonato Santomense de Futebol conquistados, o último na temporada 2021-2022. Além disso, venceram 3 copas nacionais, sendo a mais recente no ano de 2024.

## Títulos

### Nacionais
- Campeonato de São Tomé e Príncipe: 5

1990, 1993, 1998, 2004, 2021-22
- Taça Nacional de São Tomé e Príncipe: 3

1992, 2003, 2024

### Regionais
- Liga Insular de Príncipe: 5

1990, 1993, 1998, 2004, 2019
- Taça Regional do Príncipe: 3

1992, 1999, 2003